# Дворки (Калінінградська область)
Дворки (рос. Дворки) — селище Гур'євського міського округу, Калінінградської області Росії. Входить до складу Низовського сільського поселення.
Населення — 132 особи (2015 рік).

## Населення
| 2002 | 2010 |
| ---- | ---- |
| 148  | ↘132 |